# スラップスティック (ゲーム)
『スラップスティック』 (SLAPSTICK) は、1994年7月8日に日本のエニックスから発売されたスーパーファミコン用ロールプレイングゲーム。北米では『Robotrek』のタイトルで発売された。
主人公が製作したロボットによって謎の組織「ハッカー」を倒す事を目的としている。戦闘は全てロボットが行う事や、武器や防具を全て主人公自身が製作する事、コミカルな作風などを特徴としている。
開発はクインテットおよびエインシャントが行い、プロデューサーは『ガイア幻想紀』（1993年）を手掛けた二見眞冶および『アクトレイザー2 沈黙への聖戦』（1993年）を手掛けた高戸一哲、ディレクターは『ソウルブレイダー』（1992年）を手掛けた橋本昌哉、シナリオは後に『天地創造』（1995年）を手掛けた竹林令子、音楽は依田彰子、サウンド・プロデューサーは日本ファルコムのパソコン用ソフト『イースI』（1987年）やセガのメガドライブ用ソフト『ザ・スーパー忍』（1989年）などで作曲を手掛けた古代祐三が担当している。
本作はゲーム誌『ファミコン通信』の「クロスレビュー」にてシルバー殿堂を獲得した。

## 概要
主人公が自らロボットを作って悪に挑むという作品。困っている人の話を聞いたり、発明の友という本を読むことで新たな発明を閃き、製作することができる。主人公は、誰にも負けない知恵はあるものの体力には自信がない。そこでハッカーとの戦いでは知恵の限りを詰め込んで造り上げたロボットが分身として代わりに戦う。
ロボットは合計3体まで作ることができる。それぞれのロボットにパラメータを振り分けたり必殺技を組み合わせたりとオリジナルロボットが造れるようになっている。戦闘中には1体のロボットしか使えないが交代させることは可能。
『ガイア幻想紀』同様に頭をひねらせる謎解きが点々と用意されている。
また、スクラップやアイテムを合成して新たなアイテムを生み出すこともできる。真面目なストーリーの中にどこかとぼけた感じのキャラクターたちのギャグが織り込まれたコミカルなゲーム。
キャラクターの名称は菓子に由来するものが多く、ポリンキー伯爵のフルネームはポリンキーのCMに出ていた3人の名前をくっ付けたものである。さらにその由来はフランスの俳優ジャン＝ポール・ベルモンドからとなっている。

## 登場人物
主人公
本作の主人公。発明家の父を持つ少年で、父の様な発明家を目指す発明家の卵。自作のロボットで敵と戦い、困っている人の悩みから発明品を生み出す。性格はお人よしで敵からはマヌケ顔と言われてしまうことも。ロココ町に引っ越してきた。
アキハバラ
主人公の父。ある事情から郊外にある別宅に愛猫のクロガネと住んでいる。ハッカーからスカウトされているが断り続けている。
ナギサ
主人公にアドバイスをくれる発明助手の女性。実はアキハバラが製作した、亡くなった主人公の母がモデルのアンドロイド。
カール
ロココ町の悪ガキのリーダー。洞窟で探検するが閉じ込められる。その際拾ったきれいな石（ティアトロン）を主人公にあげる。また母親は町舎の受付係、父親は行方不明。
市長
ロココ町の町長。秘書のローズが来てからは仕事をしていない。犬が大嫌い。なお怠け癖は偽者とすり替わってから少し直っている。
ローズ
ロココ町の町長の美人秘書。実はハッカーの幹部。町長を偽者とすりかえ主人公の持つティアトロンを奪う。過去へタイムスリップしてからは盗賊として登場する。使うロボットはメカ・デ・ローズ。
ペッパー博士
ロココ町に呼ばれた天才発明家。洞窟に閉じ込められた少年達を助けようと爆弾を使うが落盤で洞窟の穴が閉じて失敗、それを主人公が解決したことで自分を馬鹿にしたロココ町に復讐するためハッカーに入る。使うロボットはビックアイ。
コテツ
主人公がハッカー地下採掘所で出会った謎の青年。お金稼ぎのためならハッカーでも働く。度々現れ主人公を手助けしてくれる。
ミント
ロココ町の事件記者の女性。ハッカーに関する記事を書くために飛び回る。ネズミが大の苦手。彼女の記事には熱心なファンがいる。
ポリンキー伯爵
幽霊屋敷の主。屋敷は趣味で地下通路でつながっている。なぜか白い犬を魔物として見ている。フルネームはジャン･ポール・ベルモント・ポリンキー伯爵。
イゴール
伯爵に仕えている執事。
ナポレオン
主人公が地下遺跡で会ったロボット。閉じ込められた主人公を脱出させるためにスクラップになってしまう。もともとはラスクの発明品で、過去の世界でも主人公に会っている。修理後は主人公たちとともにガトーと戦うことに。
ブラックモア
極楽星ハッカー本部のボス。カボチャ頭で黒マント姿。主人公に敗れた後は宇宙要塞のトイレ掃除係に格下げされる。
ラスク
主人公の先祖でショコラ星の発明家。自身の発明であるティアトロンを葬るために極楽星に来た。その後故郷の星に帰らず極楽星で暮らした。
ポロン
過去のロココ町に住む女性。河原に倒れていたラスクを助けた。
ミルフィ
ラスクとガトーの同僚の女性。ラスクを追いショコラ星から極楽星へときた。主人公とラスクを見まちがえる。
ガトー
ラスクの幼なじみ。ラスクの才能にコンプレックスを持っている。本作の最終ボスで全ての黒幕。ハッカーの総帥。ティアトロンの力で全ての歴史を我が物にしようとする。
ティラミス姫
ショコラ星の姫。おっとり天然な性格で、人質にされてもそのことに気づかない。意外と力持ち。
ハッカー戦闘員
いわゆる下っ端。悪の戦闘員ではあるのだが、みなお人良しで抜けた感じの情けない奴ら。

## 舞台

### 極楽星
ロココ町
主人公が住む町。北に町舎があって下水と繋がっている。
お父さんの家
アキハバラの家で、飼い猫のクロガネと暮らしている。庭には先祖の墓がある。
森
河原へ続く森。道中にはキノコの敵がいる。花の種を拾うことができる。
河原
洞窟がある河原。スライム型と鳥型の敵がいる。
洞窟
主人公が迷子の子供たちを捜しに来た洞窟。内部には水脈がある。また、地下ではハッカーがティアトロンの発掘作業をしている。
迷いの森
その名のとおり迷いやすい森で、決まった道順でないと出口にたどり着くことができない。
幽霊屋敷
本来は空き地のはずだが、時空を曲げられた屋敷と時計塔があり、それはティアトロンの力を得た人形・マームラナに支配されている。ちなみに、この時計塔の設計はラスクである。
南の島
観光地。原住民たちに火山には神がいると信じられている。しかし、ハッカーはそれを利用して原住民を騙し、ロココ町の住民を生贄に要求。生贄にされたロココ町の住民たちは強制労働させられていた。
ハッカー航空基地
ここでは航空機の開発が進められているが、エンジンの設計がうまくいかず停滞している。またカールの父もここで設計技師として働かされている。
ハッカー本部
極楽星におけるハッカーの本部。宇宙の総本部に一泡吹かせるためにティアトロンを使おうとした。また、アキハバラ博士を拉致、洗脳してビーム砲を作らせていた。

### 100年前の世界
ティアトロンの暴走で主人公が飛ばされた過去の世界。同じく飛ばされてきたローズと戦い、ティアトロンの悪用をたくらむガトーを追うことになる。

### ショコラ星
昔は自然と科学の調和した星だったがハッカーにより破壊され、人々はシェルターで暮らしている。

### ハッカー宇宙要塞
ハッカーの総本部で、総帥ガトーがいる要塞。ティラミス姫を監禁し、極楽星を攻撃目標にしている。パスコードがないと開かない3色の扉がある。また、トイレではブラックモアが掃除をしている。

### キララ星
どこかにある小さな星。全ての発明の友を管理している。

## スタッフ
- メイン・プログラマー：北茂美
- シナリオ・ライター：竹林令子
- アシスタント・プログラマー：北ノ原昭
- グラフィック・ディレクター：大浦孝浩
- キャラクター・デザイナー：いしだじゅんいち、鈴木奈保子、横田久、高井政彦
- モンスター・デザイナー：小林貞夫、かいだよしみ、横田幸次
- 背景デザイナー：大浦孝浩、横田久
- ビジュアル・デザイナー：鈴木奈保子、横田久
- 音楽：依田彰子
- サウンド・プロデューサー：古代祐三
- クインテット・スタッフ：宮崎友好、橋本竜生、鶴野めぐみ
- エニックス・スタッフ：千田幸信、曽根康征、本多圭司
- アート・ディレクション：牧徹、山本秀樹、おおつかたかし、斉藤義久
- テクニカル・サポート：斉藤義久、狩野健二郎、
- ゲーム・デザイナー：竹林令子、北茂美
- ディレクター：橋本昌哉
- プロデューサー：二見眞冶、高戸一哲
- パブリッシャー：福嶋康博

## 評価
ゲーム誌『ファミコン通信』の「クロスレビュー」では、8・7・8・7の合計30点（満40点）でシルバー殿堂を獲得、『ファミリーコンピュータMagazine』の読者投票による「ゲーム通信簿」での評価は以下の通り、22.4点（満30点）となっている。
| 項目 | キャラクタ | 音楽 | お買得度 | 操作性 | 熱中度 | オリジナリティ | 総合 |
| 得点 | 3.9        | 3.6  | 3.5      | 3.8    | 3.8    | 3.9            | 22.4 |